# Concilio di Melfi II
Il Concilio di Melfi II, convocato e presieduto da papa Alessandro II, è un Sinodo della Chiesa cattolica tenuto a Melfi dal 1º agosto fino al settembre del 1067.

## Scheda

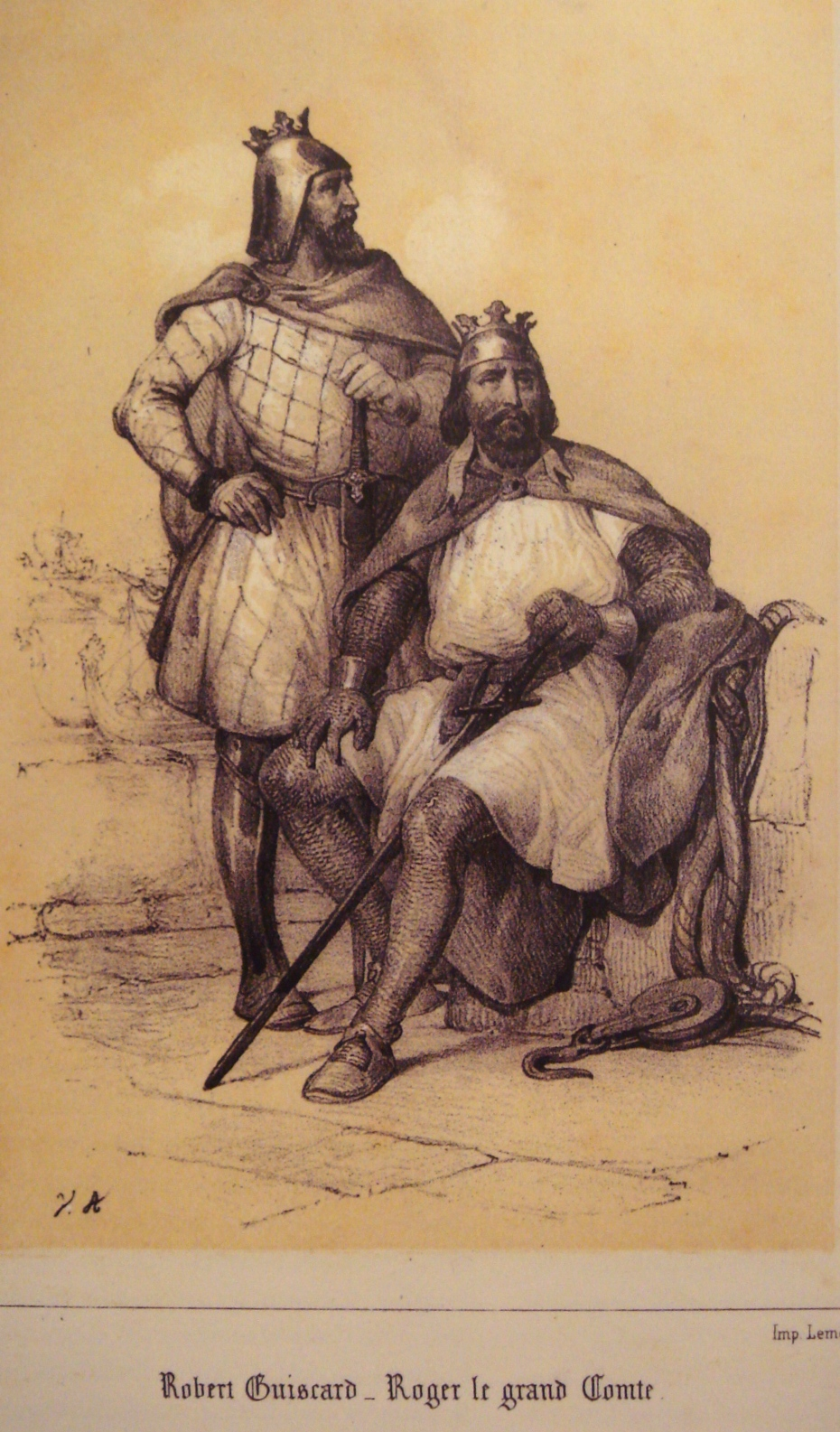
Nella immagine:
I fratelli Roberto e Ruggero I d'Altavilla, protagonisti del Concilio.

| Concilio                  | Pontefice che presiede i lavori | Partecipanti religiosi        | Partecipanti nobili                                                            | Data di svolgimento                           | Provvedimenti principali                                                       | Note                                                                   |
| Secondo concilio di Melfi | Papa Alessandro II              | Arcivescovo Alfano di Salerno | Roberto il Guiscardo, Ruggero I d'Altavilla e Gisulfo II, principe di Salerno. | dal 1º agosto 1067 fino al settembre del 1067 | scomunica Roberto il Guiscardo, Guimondo de Moulins e Turgisio di Sanseverino. | alcune sessioni del concilio papale si tengono in Capitanata, a Troia. |

## Aspetti organizzativi
I lavori si tengono dal 1º agosto 1067 fino a settembre 1067 nel castello di Melfi, con la partecipazione di alcuni cardinali, nobili e di numerosi vescovi ed abati.
Alessandro II celebra il Sinodo anche nella chiesa di San Pietro, che è la prima cattedrale della città, assoggettata direttamente alla Santa Sede. Al Concilio partecipa, tra gli altri, il cardinale vescovo di Tuscolo, Giovanni III.
Il Pontefice organizza alcune sessioni del concilio Papale anche nella vicina Troia: questa città della Capitanata sarà prescelta per la celebrazione di altri quattro Sinodi.
Un ritratto del Pontefice, realizzato nel periodo 1748 / 1765, sarà esposto nella cattedrale di Melfi a ricordo dell'avvenimento.

## Aspetti religiosi
Alessandro II si occupa di vicende che riguardano il clero di Puglia, Basilicata, Campania e dei Balcani.
Il Pontefice dichiara la Chiesa di Troia libera da quella di Benevento e regala alla città sia l'Oppidum Biccharum (poi: Biccari) che il casale di Ripalonga (a metà strada tra Troia e Orsara).
Il Papa, durante i lavori, depone il vescovo di Ascoli di Puglia, perché non canonicamente consacrato ed appartenente alla fazione bizantina.
Alessandro II promuove un'inchiesta sui monaci benedettini di Santa Maria delle Tremiti, che si sollevano contro Montecassino e costituiscono una repubblica sull'isolotto di San Nicola, al largo del Gargano.
Il Pontefice affida all'arcivescovo Ugo di Otranto la giurisdizione su cinque diocesi suffraganee: Castro, Ugento, Alessano, Gallipoli e Lecce.
Alessandro II nomina Arnaldo, già al seguito dei Normanni, arcivescovo metropolita di Acerenza. Questi continua i lavori della cattedrale, e li affida a maestranze locali, dirette da architetti francesi, che si ispirano al monastero benedettino di Cluny, di cui egli è stato Abate.
Il Papa aderisce alla richiesta del protospatario Michele Bodin (Mihailo Prislavo), figlio del re Mihailo, ed erige nei Balcani il vescovado autonomo di Antivari, in Doclea.
Interviene ai lavori l'arcivescovo Alfano di Salerno, che espone la situazione nella propria arcidiocesi. Di conseguenza il Concilio scomunica, a settembre, il cavaliere Turgisio di Sanseverino, in quanto usurpatore delle terre e dei casali del principe Gisulfo, con esproprio delle proprietà della Chiesa e delle Abbazie.
Alessandro II accusa Roberto il Guiscardo di essersi impadronito dei beni ecclesiastici e lo costringe a restituirli. Il Concilio scomunica Roberto il Guiscardo e Guimondo de Moulins, per aver sottratto le proprietà della Chiesa di Salerno.
La bolla pontificia di Alessandro II rende noto che nel sinodo tenuto il 1º agosto in Melfi nella chiesa sede dell'episcopato Alfano muove lagnanze per aver Guglielmo I d'Altavilla usurpato le eredità che appartengono alla Chiesa. "Lo chiamiamo dinanzi a noi e lo ammoniamo di restituire alla Chiesa quanto egli ha violentemente tolto. Ma non volle obbedire e, a giudizio di tutto il Sacro Concilio, lo allontaniamo, insieme con i suoi fautori, dalle soglie della Santa Chiesa e lo colpiamo di anatema sinché si ravveda".

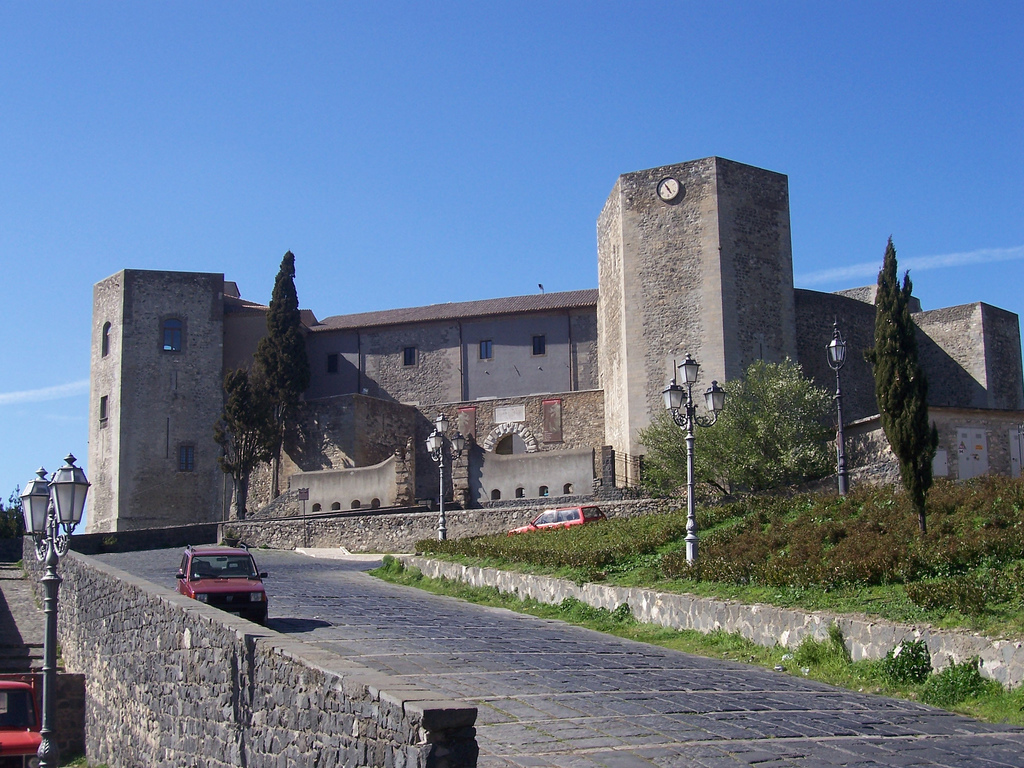
Veduta del Castello di Melfi (Potenza), sede di tutti i Concili.

## Aspetti politici
Il Pontefice pensa di ristabilire il sodalizio tra i Normanni e la Chiesa che si regga sugli interessi della Santa Sede e sulle esigenze delle casate Normanne.
Il Papa consolida il proprio potere e risolve i rapporti con i capi Normanni, dopo che Guglielmo d'Altavilla ha invaso il territorio intorno a Salerno, e preoccupa Gisulfo II. Allora Roberto il Guiscardo affida la mediazione tra le parti alla consorte Sichelgaita.
Alessandro II riceve in udienza, durante il Sinodo, il principe longobardo di Salerno, Gisulfo II, ed i fratelli Roberto il Guiscardo e Ruggero I d'Altavilla.

## Gli altri Concili di Melfi
Si conclude, così, il secondo dei cinque concili papali di Melfi, indetti nel giro di pochi anni nello Stato normanno con la partecipazione attiva di cinque diversi pontefici.
In precedenza Niccolò II aveva convocato nel 1059 il Concilio di Melfi I, mentre seguiranno nel 1089 il III Sinodo di Melfi (1089) con Urbano II, il Concilio di Melfi IV (1101) con Pasquale II e il Concilio di Melfi V (1137), ultimo della serie, con Innocenzo II.
In aggiunta a questi, infine, va ricordato il Concilio del 1130, non riconosciuto dalla Chiesa, perché indetto dall'antipapa Anacleto II.

## Cronologia dei concili di Melfi
| Concilio                                                        | Pontefice che presiede i lavori | Data di svolgimento                | Provvedimenti principali                                                                               |
| Primo concilio di Melfi-                                        | Niccolò II                      | 3 - 25 agosto 1059                 | Fu preceduto dal trattato di Melfi e si concluse con il concordato di Melfi.                           |
| Secondo concilio di Melfi                                       | Alessandro II                   | 1º agosto - settembre 1067         | Scomunica Roberto il Guiscardo.                                                                        |
| Terzo concilio di Melfi-                                        | Urbano II                       | 10 - 17 settembre 1089             | Bandisce la Prima Crociata.                                                                            |
| Quarto concilio di Melfi-                                       | Pasquale II                     | agosto 1101 - (La data è incerta). | Scomunica la città di Benevento.                                                                       |
| Concilio di Melfi Non riconosciuto dalla chiesa (senza Numero)- | Antipapa Anacleto II            | 5 novembre 1130.                   | Crea la corona di Re di Sicilia e la assegna a Ruggero II Altavilla.                                   |
| Quinto concilio di Melfi-                                       | Innocenzo II                    | 4 - 18 luglio 1137                 | Scomunica l'antipapa Anacleto II e delegittima Ruggero II Altavilla in favore di Rainulfo III Drengot. |